# Ben (음반)
| 전문가 평가          | 전문가 평가 |
| 평가 점수            | 평가 점수   |
| 출처                 | 점수        |
| -------------------- | ----------- |
| AllMusic             | [ 3 ]       |
| Entertainment Weekly | B           |
| Rolling Stone        | [ 5 ]       |

《Ben》은 1972년 8월 4일, 모타운 레코드에 의해 발매된 미국의 가수 마이클 잭슨의 두 번째 스튜디오 음반이며, 잭슨은 여전히 잭슨 5의 멤버였다. 그 음반은 현대 음악 비평가들로부터 엇갈린 평가를 받았다. 《Ben》은 잭슨의 이전 스튜디오 음반보다 빌보드 200에서 상위 10위 안에 들면서 음악 차트에서 더 큰 성공을 거두었다. 국제적으로 이 음반은 캐나다에서 12위로 정점을 찍고, 오스트레일리아와 프랑스에서 상위 200위 안에 들면서 덜 성공적이었다.
이 음반은 음악 차트에서 상업적으로 성공을 거둔 타이틀곡 〈Ben〉을 발표하여 빌보드 핫 100과 ARIA 차트 모두에서 1위를 차지함으로써 잭슨은 국내외적으로 첫 번째 싱글 음반을 갖게 되었다. 《Ben》은 전 세계 다른 지역에서도 상위 10위 안에 들었다. 〈Everybody's Somebody's Fool〉은 음반의 두 번째 싱글로 발매될 예정이었지만, 불특정 이유로 취소되었다. 이 음반의 곡 중 두 곡은 2009년에 세 개의 디스크로 구성된 《Hello World: The Motown Solo Collection》의 일부로 "스트립"되었다.

## 배경
1972년 1월, 잭슨 5의 멤버였던 잭슨은 그의 첫 스튜디오 음반 《Got to Be There》를 모타운 레코드사에서 발매했다. 이 음반은 일반적으로 컨템포러리 음악 비평가들로부터 엇갈린 평가를 받았지만, 세계적으로 상업적으로 성공을 거두었다. 이 음반의 세 곡의 싱글곡은 빌보드 핫 100에서 좋은 성적을 거두었으며, 모두 차트에서 상위 20위 안에 들었고, 두 곡은 상위 5위 안에 들었다. 《Got to Be There》는 빌보드 200에서 14위로 정점을 찍은 반면 영국에서는 37위, 프랑스에서는 121위로 정점을 찍었다.

## 상업 실적
이 음반은 1972년 8월, 솔로 아티스트로서 잭슨의 두 번째 스튜디오 음반인 모타운 레코드에 의해 발표되었다. 음반 홍보의 일환으로, 〈Ben〉은 1972년 7월에 음반의 리드 싱글이자 유일한 싱글곡으로 발표되었다. 〈Ben〉은 전세계적으로 상업적인 성공을 거두었으며, 일반적으로 음악 차트에서 상위 10위와 상위 20위 안에 들었다. 이 곡은 잭슨이 솔로 활동을 하는 동안 빌보드 핫 100에서 1위를 차지했는데, 이것은 잭슨의 첫 번째 곡인 13곡 중 1위를 차지했다. 〈Ben〉은 또한 빌보드 핫 어덜트 컨템포러리 트랙과 핫 R&B/힙합 송스에서 3위와 5위를 차지했다. 〈Ben〉은 네덜란드스 탑 40 차트에서 상위 10위 안에 들었고 영국 싱글 차트에서 2위와 7위로 정점을 찍었으며 오스트레일리아에서는 14위를 차지했다. 〈Everybody's Somebody's Fool〉은 음반의 두 번째 싱글로 발매될 예정이었지만, 불특정 이유로 취소되었다.

## 곡 목록
| #  | 제목                               | 작사·작곡                                        | 재생 시간 |
| -- | ---------------------------------- | ------------------------------------------------ | --------- |
| 1. | 〈Ben〉                            | 월터 샤프, 돈 블랙                               | 2:42      |
| 2. | 〈Greatest Show on Earth〉         | 멜 라슨, 제리 마셀리노                           | 2:47      |
| 3. | 〈People Make the World Go Round〉 | 톰 벨, 린다 크리드                               | 3:15      |
| 4. | 〈We've Got a Good Thing Going〉   | 알폰소 미젤, 베리 고디, 데크 리처즈, 프레디 페렌 | 3:01      |
| 5. | 〈Everybody's Somebody's Fool〉    | 글래디스 햄튼, 레지나 애덤스, 에이스 애덤스      | 2:58      |

| #   | 제목                              | 작사·작곡                                                    | 재생 시간 |
| --- | --------------------------------- | ------------------------------------------------------------ | --------- |
| 6.  | 〈My Girl〉                       | 스모키 로빈슨, 로널드 화이트                                 | 3:05      |
| 7.  | 〈What Goes Around Comes Around〉 | 앨런 레빈스키, 아서 스톡스, 다나 마이어스, 플로이드 웨더스푼 | 3:35      |
| 8.  | 〈In Our Small Way〉              | 베아트리체 베르디, 크리스틴 야리안                           | 3:39      |
| 9.  | 〈Shoo-Be-Doo-Be-Doo-Da-Day〉     | 실비아 모이, 헨리 코스비, 스티비 원더                        | 3:19      |
| 10. | 〈You Can Cry on My Shoulder〉    | 베리 고디                                                    | 2:32      |

## 인증
| 국가                       | 인증 | 판매량/출하량 |
| -------------------------- | ---- | ------------- |
| 영국 (BPI)                 | 실버 | 60,000^       |
| ^출하량을 기반으로 한 인증 |      |               |